# Georges Tapie
Georges Maurice Marie Tapie (10 de febrero de 1910-2 de enero de 1964) fue un deportista francés que compitió en remo. Participó en los Juegos Olímpicos de Berlín 1936, obteniendo una medalla de bronce en la prueba de dos con timonel.

## Palmarés internacional
| Juegos Olímpicos | Juegos Olímpicos  | Juegos Olímpicos  | Juegos Olímpicos |
| Año              | Lugar             | Medalla           | Prueba           |
| ---------------- | ----------------- | ----------------- | ---------------- |
| 1936             | Berlín (Alemania) | Medalla de bronce | Dos con timonel  |